# Pseudosphetta fissisigna
Pseudosphetta fissisigna là một loài bướm đêm trong họ Noctuidae.